# Club Me
Club Me és el tercer EP publicat l'any 1997 per la banda californiana de punk rock The Offspring. Originalment només estigué disponible pels membres del seu club de fans, però posteriorment es van posar algunes còpies a la venda en la seva botiga virtual.
Aquest treball fou editat durant l'època de creació d'Ixnay on the Hombre (1997), malgrat que cap de les cançons presents en aquest EP varen ser incloses en aquest l'àlbum d'estudi, ni en qualsevol posterior. La portada del CD és una versió més gran d'una de les fotografies que apareixen en la contraportada d'Ixnay on the Hombre.
La cançó "D.U.I." és l'única en la trajectòria de The Offspring que és totalment composta per Noodles. La cançó "Smash It Up" fou llançada com a senzill per la banda sonora de Batman Forever (1995).

## Llista de cançons
| 1.            | «I Got a Right» (cover de Iggy Pop) |               | 2:20 |
| 2.            | «D.U.I.»                            | Noodles       | 2:26 |
| 3.            | «Smash It Up» (cover de The Damned) |               | 3:25 |
| Durada total: | Durada total:                       | Durada total: | 8:11 |

## Personal
- Bryan Holland – Cantant, guitarra
- Noodles – Guitarra
- Greg K. – Baix
- Ron Welty – Bateria